# Paulin Tokala Kombe
Paulin Tokala Kombe (Kinshasa, 26 marzo 1977) è un ex calciatore della Repubblica Democratica del Congo, di ruolo portiere.

## Carriera

### Club
Ha giocato nella prima divisione della Repubblica Democratica del Congo, in quella angolana ed in quella gabonese.

### Nazionale
Con la nazionale della Repubblica Democratica del Congo ha partecipato ai Coppa d'Africa 2004.

## Palmarès

### Club

#### Competizioni nazionali
- Campionati angolani 1:

Primeiro de Agosto: 2006
- Coppa dell'Angola 1:

Interclube: 2003
- Campionati gabonesi 1:

AS Mangasport: 2008
- Coppa del Gabon 2:

AS Mangasport: 2007
FC 105 Libreville: 2009